# Alexandru Lahovari
Alexandru Lahovari (ur. 16 sierpnia 1841 w Bukareszcie, zm. 4 marca 1897 w Paryżu) – rumuński konserwatywny dyplomata, dwukrotny minister spraw zagranicznych Rumunii, brat ministra Ioana Lahovariego i gen. Iacoba Lahovariego.

## Życiorys
Pochodził z rodziny bojarskiej, był synem Nicolae i Eufrosiny Lahovari. Studiował na Uniwersytecie Paryskim, tam też w 1865 obronił pracę doktorską z zakresu prawa. W lipcu 1867 rozpoczął pracę w służbie dyplomatycznej. 20 kwietnia 1870 objął stanowisko ministra sprawiedliwości, które pełnił do 14 grudnia 1870. Ponownie pełnił tę funkcję w latach 1873–1876. Był inicjatorem reformy kodeksu karnego
W latach 1888–1889 pełnił funkcję ministra rolnictwa, przemysłu i handlu, a od marca do listopada 1889 funkcję ministra prac publicznych. W latach 1889–1895 dwukrotnie pełnił funkcję ministra spraw zagranicznych.
Zmarł w Paryżu. Jego imieniem nazwano College w Râmnicu Vâlcea.